# تيري ماركس
تيري ماركس (بالإنجليزية: Terry Marks)‏ هي رسامة أمريكية، ولدت في 1960 في نيويورك في الولايات المتحدة.

## معرض صور

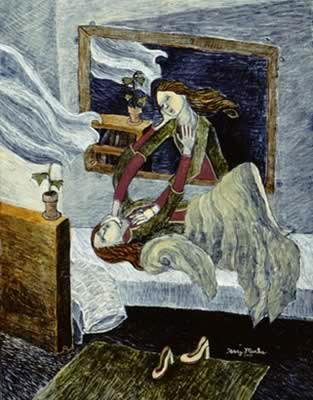
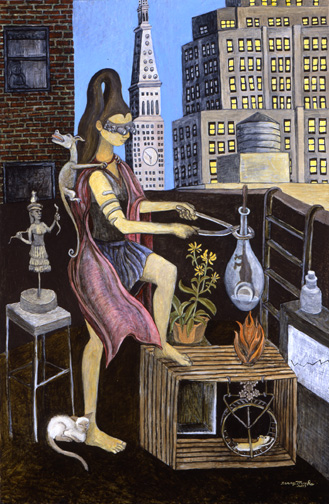
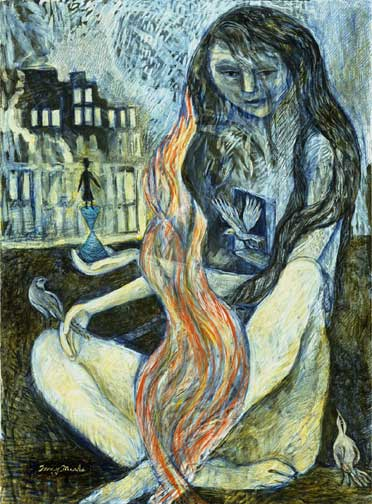